# Himlen är så härligt blå
Himlen är så härligt blå är en trettondedagspsalm av Nikolaj Frederik Severin Grundtvig (Dejlig er den himmel blå) från 1815. Den översattes till svenska av Severin Cavallin 1873 med titelraden Härlig är Guds himmel blå. Senare nyöversattes den av Sven Christer Swahn 1978 med den nya titelraden: "Himlen är så härligt blå".

## Publicerad i
- 1937 års psalmbok som nr 518 med titelraden "Härlig är Guds himmel blå", under rubriken "Barn".
- Den ekumeniska delen av den svenska psalmboken (dvs psalm 1-325 i Den svenska psalmboken 1986, Cecilia 1986, Psalmer och Sånger 1987, Segertoner 1988 och Frälsningsarméns sångbok 1990) som nr 133 under rubriken "Trettondedag jul".